# Zu vier Händen

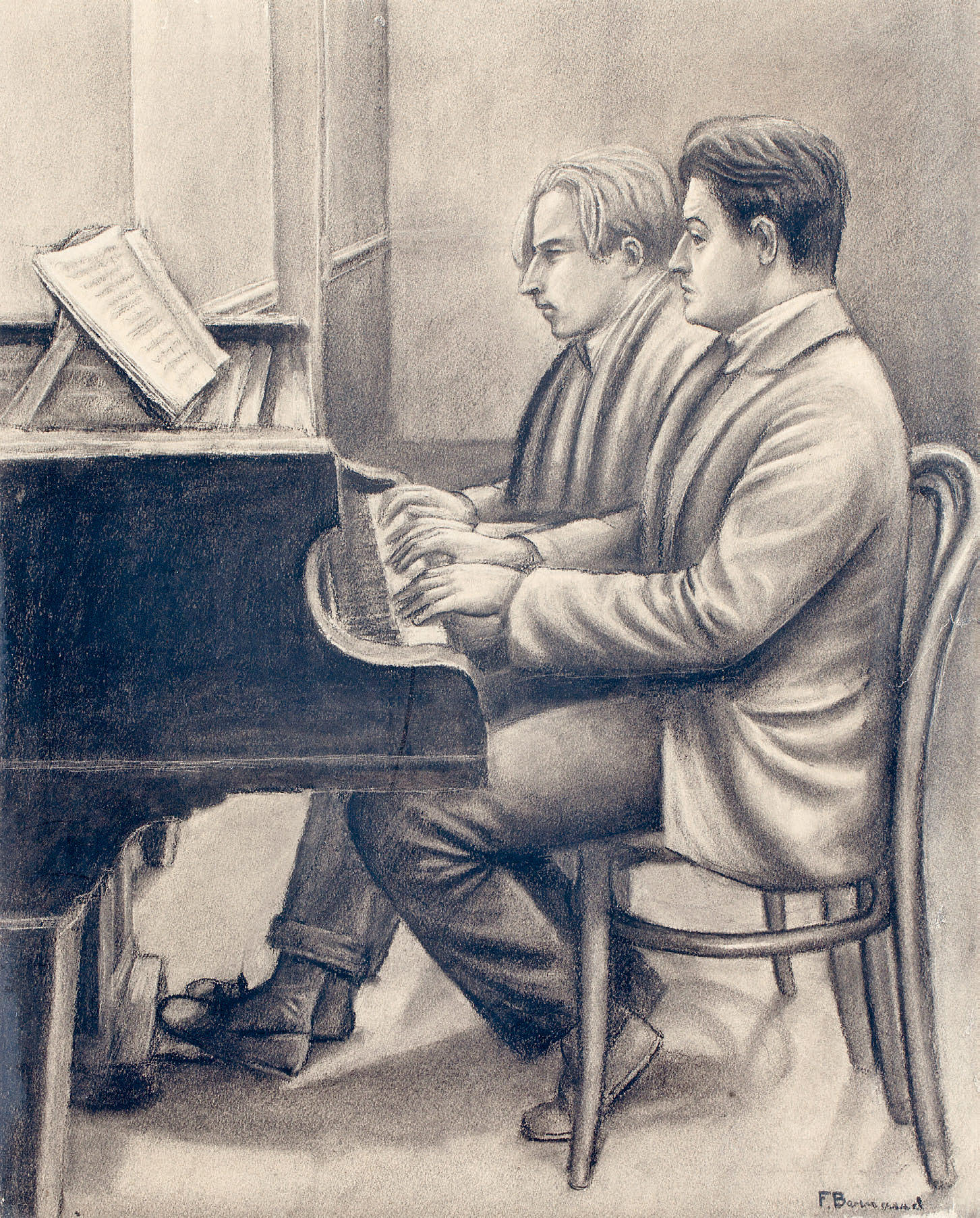
François Barraud: François Barraud und Albert Locca am Klavier

Zu vier Händen (italienisch: „a quattro mani“; frz.: „à quatre mains“, auch abgekürzt „4ms“; engl.: „four hands“) ist eine Bezeichnung für ein Musikstück, das für zwei Spieler an einem Tasteninstrument (meistens Klavier) komponiert oder arrangiert wurde. Entsprechend gibt es Stücke mit der Bezeichnung zu drei Händen (hier setzt einer der beiden Spieler nur eine seiner Hände beim Spiel ein) oder sechs Händen (hier sitzen drei Spieler an einem Instrument). Kompositionen mit der Bezeichnung „zu acht Händen“ sind fast ausnahmslos für zwei Spieler an je einem Instrument angelegt. Stücke für vier Spieler an einem Instrument sind vergleichsweise sehr selten.
Vierhändige Klaviermusik ist ein Bereich der Kammermusik.
Die ersten im Druck erschienene Werke für diese Besetzung sind wohl die 1777 herausgegebenen Sonaten des englischen Musikhistorikers und Komponisten Charles Burney. Jedoch schrieb auch Wolfgang Amadeus Mozart schon zu dieser Zeit Werke zu vier Händen, zum Beispiel das Divertimento (Sonate) in B von 1774, welches jedoch erst 1783 im Druck erschien. Einen Aufschwung erlebte diese Form der Kammermusik im 19. Jahrhundert, als sich vierhändige Bearbeitungen von Orchester- und Kammermusikwerken verbreiteten. Damit konnte man Werke zu Hause nachspielen und kennenlernen – in diesem Sinne waren diese Bearbeitungen die "Schallplattenspieler des 19. Jahrhunderts". Vierhändige Bearbeitungen sind gegenüber zweihändigen manchmal leichter zu spielen, bieten dabei jedoch mehr technische Möglichkeiten und können die Klangentfaltung größerer Besetzungen am Klavier andeuten. Manchmal arrangierten Komponisten ihre eigenen Werke selber für diese Besetzung, wie Beethoven mit seiner Bearbeitung für vier Hände (Op. 134) der Großen Fuge für das Streichquartett Op. 133. Doch nicht nur durch Bearbeitungen gewann die Besetzung an Gewicht, es entstanden und entstehen bis heute auch eigenständige Werke, welche spezifisch für zwei Spieler an einem Klavier geschrieben wurden. Zum Beispiel gehört das umfangreiche Werk von Franz Schubert mit der berühmten Fantasie in f-Moll (D. 940) und vielen weiteren Werken zum Kernrepertoire des Klavierduetts.
Auch im Klavierunterricht sind vierhändige Stücke ein gern eingesetztes pädagogisches Mittel, z. B. die Kompositionen von Anton Diabelli. Die Besetzung erlaubt es, dass der Schüler eine einfache Melodie spielt, während der Lehrer im Bass eine komplexere Begleitstimme spielt. So ist ein eindrucksvolles Klangerlebnis für den Schüler ohne große Schwierigkeiten möglich. Dieses Konzept hat sich bis in die Moderne gehalten, z. B. in den Trois pièces faciles von Igor Stravinsky.

## Auswahl von Werken für Klavier zu vier Händen
- Wolfgang Amadeus Mozart: Sonaten, Variationen, Fantasien
- Charles Burney: Sonaten
- Carl Ditters von Dittersdorf: 3 Sonaten nach Ovid
- Ludwig van Beethoven: Sonate op. 6, Märsche, Variationen
- Franz Schubert: Märsche, Tänze, Fantasie, Sonaten etc.
- Carl Czerny: Klavierkonzert zu vier Händen op. 153
- Robert Schumann: "Bilder aus dem Osten" op. 66, "Kinderball" op. 130
- Johannes Brahms: „Ungarische Tänze“, Walzer, Variationen
- Antonín Dvořák: „Slawische Tänze“
- Edvard Grieg: „Norwegische Tänze“
- Amy Beach: Summer Dreams Op. 47 (1901)
- Hermann Goetz: Sonaten
- Claude Debussy: „Petite Suite“, „Marche écossaise sur un thème populaire“, „Six épigraphes antiques“
- Erik Satie: "3 Morceaux en forme de poire", "Aperçus désagréables", "Parade"
- Igor Stravinsky: Trois pièces faciles (1914/15)
- Paul Hindemith: Sonate (1938)
- Josef Schelb: "Kleine Sonate für Klavier zu vier Händen" (1940)
- Dieter Ammann: "Regard sur les traditions" (1995)
- Juan María Solare: "Tea Stories" (2017/21)